# The Block
The Block è il quinto album in studio dei New Kids on the Block, il primo dopo quattordici anni che segna il ricongiungimento della band, dai tempi di Face the Music, edito nel 1994. È stato pubblicato dalla Interscope Records il 2 settembre 2008 in Stati Uniti e Canada e accompagnato da una edizione Deluxe che include quattro bonus track. L'album ha venduto 100,000 copie nella prima settimana a partire dalla sua pubblicazione, debuttando in testa alla classifica U.S. Top Pop Albums e alla numero 2 nella U.S. Billboard 200.
L'album è stato anticipato dai singoli Summertime, pubblicato il 13 maggio 2008, e Single, un duetto con Ne-Yo, pubblicato il 12 agosto 2008. L'uscita di The Block è stata promossa dal tour New Kids on the Block: Live, intrapreso nel 2008.

## Tracce
1. Click Click Click - 3:44 (Aliaune Thiam, Donnie Wahlberg, Hakim Abdoulsamad, Nasri Atweh)
2. Single - 3:56 (Jamal Jones, Shaffer Smith)
3. Big Girl Now (feat. Lady Gaga) - 3:29 (Donnie Wahlberg, RedOne, Jordan Knight)
4. Summertime (Donnie Wahlberg, Hakim Abdoulsamad, Nasri Atweh)
5. 2 in the Morning - 3:25 (Donnie Wahlberg, Emanuel Kiriakou, Kasey Livingston, Zukhan Bey)
6. Grown Man (feat. Pussycat Dolls & Teddy Riley) - 3:00 (Adida Kavarro, Allen Toussaint, Don Covay, Deja Riley, Richard Stanard, Tyler Thurmond)
7. Dirty Dancing - 3:37 (Donnie Wahlberg, Joaquin Bynum, RedOne)
8. Sexify My Love - 3:31 (Donnie Wahlberg, Nasri Atweh, RedOne)
9. Twisted - 3:09 (James Fauntleroy II, Jerome Harmon, Tim Mosley)
10. Full Service (feat. New Edition) - 3:56 (Donnie Wahlberg, Lady Gaga, RedOne)
11. Lights, Camera, Action - 3:05 (Brian Kennedy, Cornell Haynes, J. Cameron, Jamal Jones, L. Politte)
12. Put It on My Tab (feat. Akon) - 3:55 (Aliaune Thiam, Donnie Wahlberg, Nasri Atweh, RedOne)
13. Stare at You - 3:33 (Adam Messinger, Donnie Wahlberg, Jordan Knight, Nasri Atweh)

### Edizione Deluxe
1. One Song (UK Bonus Track) - 3:42 (A. Pearce, Donnie Wahlberg, Nasri Atweh)
2. Don't Cry - 4:12 (Fernando Garibay, Kasey Livingston)
3. Officially Over - 3:59 (A. Towns, R. Thomas)
4. Looking Like Danger - 3:08 (C. Kelly, RedOne)

### iTunes bonus tracks
1. Close to You [Brazilian e UK bonus track] - 3:34 (Nasri Atweh, Adam Messinger, Donnie Wahlberg)
2. Summertime (RedOne Remix f/ Jadakiss) [Pre-Order Only] [Summertime B-Side] - 3:33 (Donnie Wahlberg, Hakim Abdoulsamad, Nasri Atweh)

## Classifiche
| Classifica (2008)     | Posizione più alta |
| --------------------- | ------------------ |
| Austria               | 69                 |
| Canada                | 1                  |
| Germania              | 21                 |
| Svizzera              | 73                 |
| Official Albums Chart | 16                 |
| U.S. Billboard 200    | 2                  |